# منظمة سيف ذا إنترنت
منظمة سيف ذا إنترنت هو تحالف من الأفراد والشركات والمنظمات غير الربحية وتتزعمه مؤسسة فري برس التي تعمل من أجل الحفاظ على حيادية الشبكة.

## معلومات تاريخية
عندما تأسست منظمة سيف ذا إنترنت فهي بذلك قد أكدت على فكرة أن حيادية الشبكة بحاجة للحماية من خلال «التعديل الأول» الخاص بالإنترنت. فحيث تضمن التعديل الأول على دستور الولايات المتحدة حماية الحريات مثل حرية التعبير وحرية الصحافة فإن التعديل الأول الخاص بالإنترنت لحماية حيادية الشبكة من شأنه توفير فرص متكافئة لإمكانية الوصول إلى جميع مواقع الويب.

## الوظيفة
وتعمل هذه المنظمة النشطة في مجال على الإنترنت بشكل رئيسي كمصدر لتوعية الجمهور وكمحفل لتشجيع العمل المدني مثل تقديم العرائض للكونغرس لدعم حيادية الإنترنت. وقد حصلت العرائض السابقة على ما يقرب من 1.9 مليون توقيع.

## وصلات خارجية
- Official website
- Free Press
- National Conference for Media Reform 2008
- Network Neutrality FAQ by Tim Wu, Professor of Columbia Law School